# 中筋駅
中筋駅（なかすじえき）は、広島県広島市安佐南区中筋一丁目にある広島高速交通広島新交通1号線（アストラムライン）の駅。

## 歴史
- 1994年（平成6年）8月20日：開業[1][2]。
- 1999年（平成11年）3月20日：ダイヤ改正で急行列車が新設されたが、当駅は通過駅となる[1]。
- 2004年（平成16年）
  - 3月20日：ダイヤ改正で急行列車が廃止され、5年ぶりに全ての列車が停車するようになる[1]。
  - （月日不明）：業務委託駅となる[3]。
- 2009年（平成21年）8月8日：PASPY導入[1]。
- 2015年（平成27年）：構内放送とホームの発車標を新白島駅と同等の物に更新。

## 駅構造
島式ホーム1面2線の高架駅。ホームから1フロアー降りたところに券売機・改札がある。コインロッカー設置駅。

### のりば
| のりば | 路線              | 方向 | 行先           |
| ------ | ----------------- | ---- | -------------- |
| 1      | ■アストラムライン | 下り | 広域公園前方面 |
| 2      | ■アストラムライン | 上り | 本通方面       |

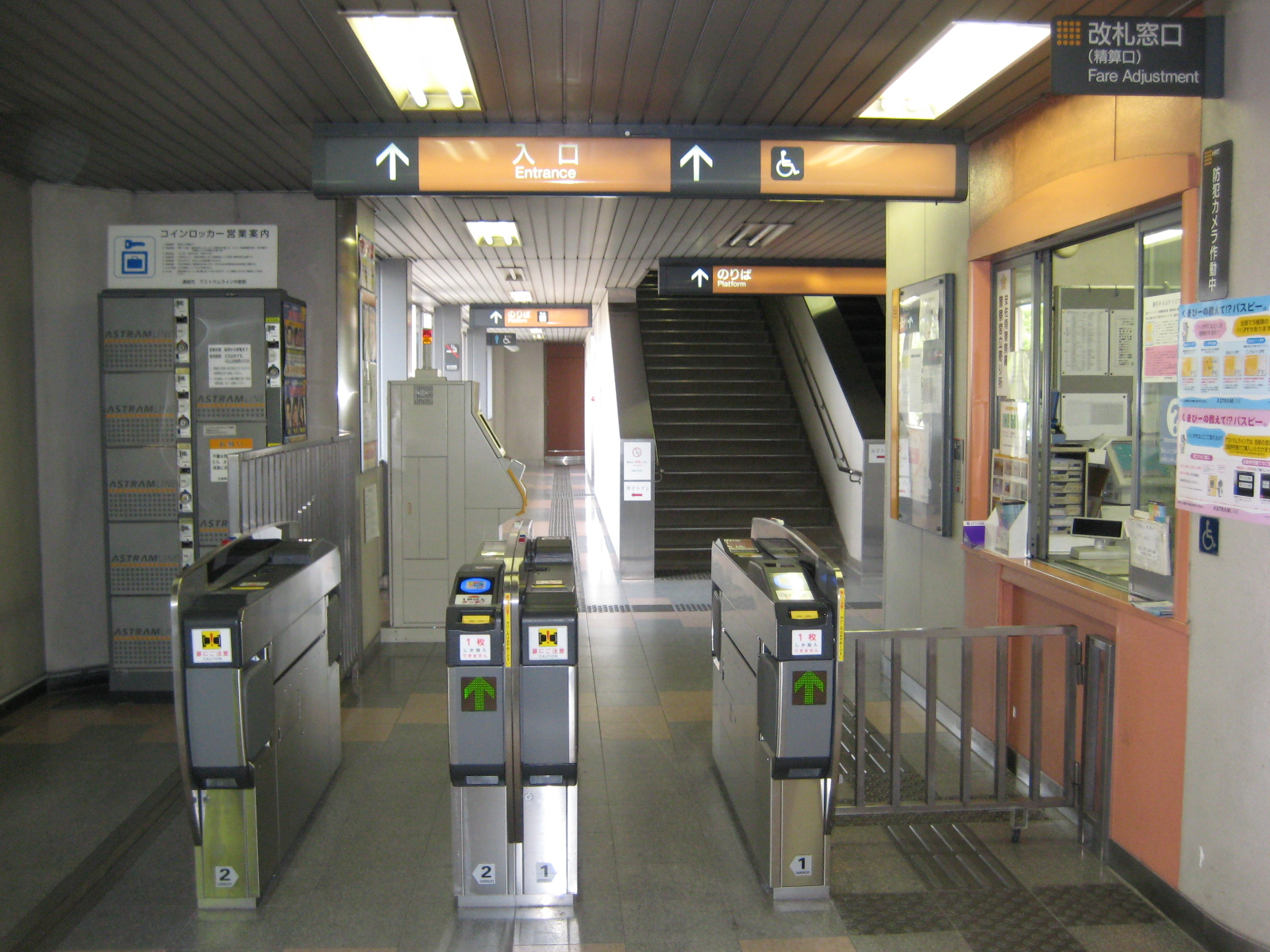
改札口（2009年8月）
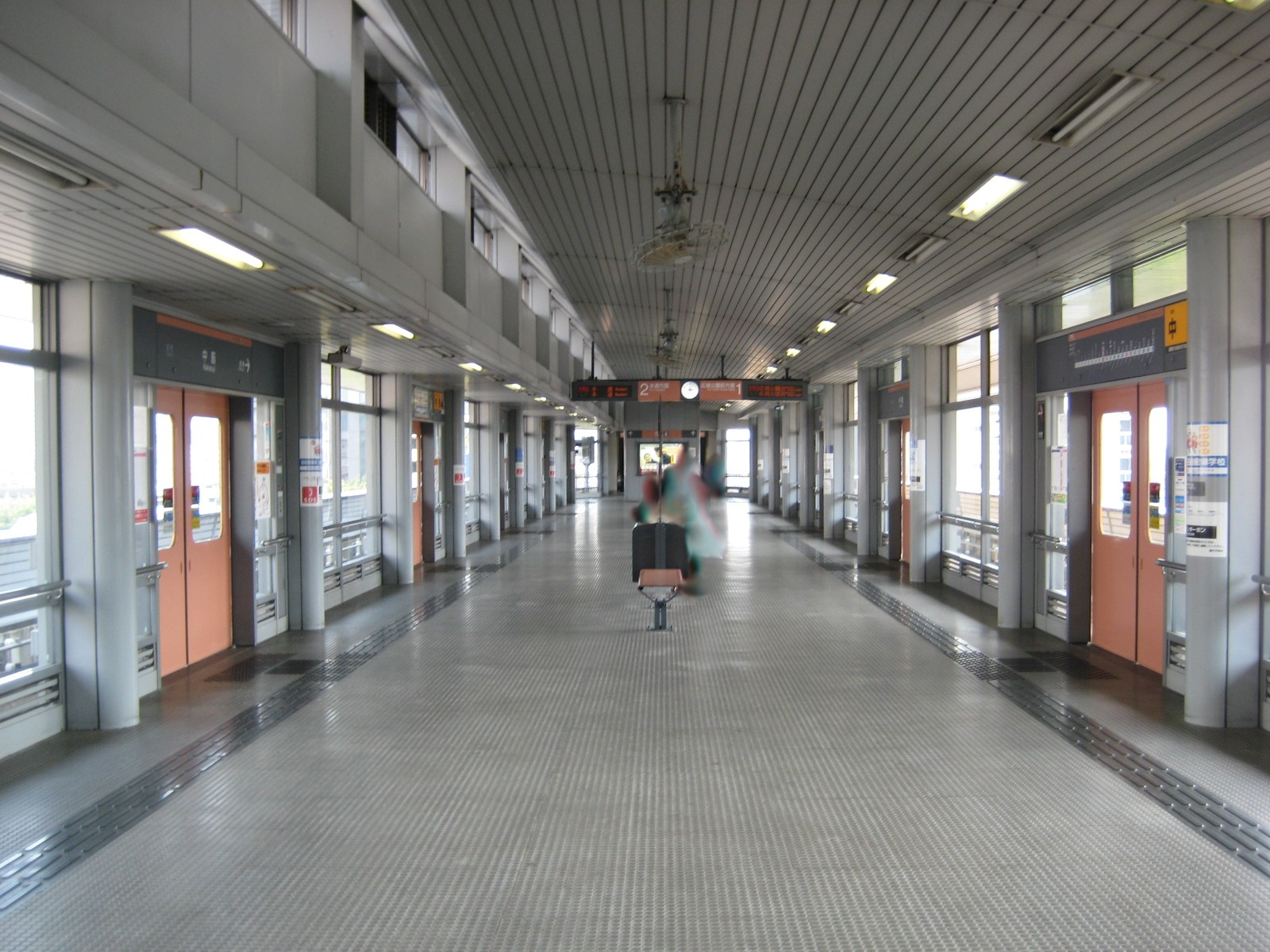
ホーム（2009年8月）

## 利用状況
以下の情報は、広島市統計書に基づいたデータである。アストラムラインでは「1年毎乗車総数」と「1年毎降車総数」の情報を公開している。1日平均乗車人員データは、年度毎の乗車総数を365（閏年は366）で割った値を小数点2位を丸めて小数点1位の値にした物である。アストラムラインのデータは1,000で丸めて提供されているので、1年毎ではプラスマイナス500の誤差があり、1日当たりでは1.4人程度の誤差が発生する。
| 年度               | 1日平均 乗車人員 | 1年毎 乗車総数 | 1年毎 降車総数 |
| ------------------ | ---------------- | -------------- | -------------- |
| 1995年（平成07年） | 1,994.5          | 730,000        | 658,000        |
| 1996年（平成08年） | 2,331.5          | 851,000        | 766,000        |
| 1997年（平成09年） | 2,684.9          | 980,000        | 892,000        |
| 1998年（平成10年） | 2,912.3          | 1,063,000      | 965,000        |
| 1999年（平成11年） | 3,010.9          | 1,102,000      | 997,000        |
| 2000年（平成12年） | 3,071.2          | 1,121,000      | 1,013,000      |
| 2001年（平成13年） | 3,202.7          | 1,169,000      | 1,060,000      |
| 2002年（平成14年） | 3,158.9          | 1,153,000      | 1,048,000      |
| 2003年（平成15年） | 3,123.0          | 1,143,000      | 1,048,000      |
| 2004年（平成16年） | 3,183.6          | 1,162,000      | 1,056,000      |
| 2005年（平成17年） | 3,241.1          | 1,183,000      | 1,078,000      |
| 2006年（平成18年） | 3,271.2          | 1,194,000      | 1,091,000      |
| 2007年（平成19年） | 3,262.3          | 1,194,000      | 1,097,000      |
| 2008年（平成20年） | 3,276.7          | 1,196,000      | 1,111,000      |
| 2009年（平成21年） | 3,153.4          | 1,151,000      | 1,073,000      |
| 2010年（平成22年） | 3,249.3          | 1,186,000      | 1,111,000      |
| 2011年（平成23年） | 3,276.0          | 1,199,000      | 1,124,000      |
| 2012年（平成24年） | 3,284.9          | 1,199,000      | 1,128,000      |
| 2013年（平成25年） | 3,389.0          | 1,237,000      | 1,167,000      |
| 2014年（平成26年） | 3,493.2          | 1,275,000      | 1,198,000      |
| 2015年（平成27年） | 3,827.9          | 1,401,000      | 1,325,000      |
| 2016年（平成28年） | 4,005.5          | 1,462,000      | 1,386,000      |
| 2017年（平成29年） | 4,093.2          | 1,494,000      | 1,424,000      |
| 2018年（平成30年） | 4,208.2          | 1,536,000      | 1,465,000      |
| 2019年（令和元年） | 4,254.1          | 1,557,000      | 1,474,000      |
| 2020年（令和02年） | 3,416.4          | 1,247,000      | 1,210,000      |
| 2021年（令和03年） | 3,468.5          | 1,266,000      | 1,230,000      |
| 2022年（令和04年） | 3,747.9          | 1,368,000      | 1,312,000      |

## 駅周辺
国道54号（国道191号と重複）祇園新道上空にある駅で最も北に位置する駅である。祇園新道を北進すると山陽自動車道広島ICがあり、交通の要衝の一つとなっている。
安佐南区役所にも至近な駅（駅から500m）でもあるが、区役所そのものは古市一丁目に位置し、JR可部線古市橋駅からの方が近い。
- 中筋バスターミナル
- 安佐南区民文化センター
- 安佐南区図書館
- 山陰合同銀行祇園新道支店
- 広島銀行中筋支店
- もみじ銀行古市支店中筋出張所
- 広島信用金庫川内支店中筋出張所
- 広島市農業協同組合（JA広島市）本店・中筋支店
- フタバ図書MEGA祇園中筋店
- 広島市立東原中学校
- 広島市立中筋小学校

## バスターミナル

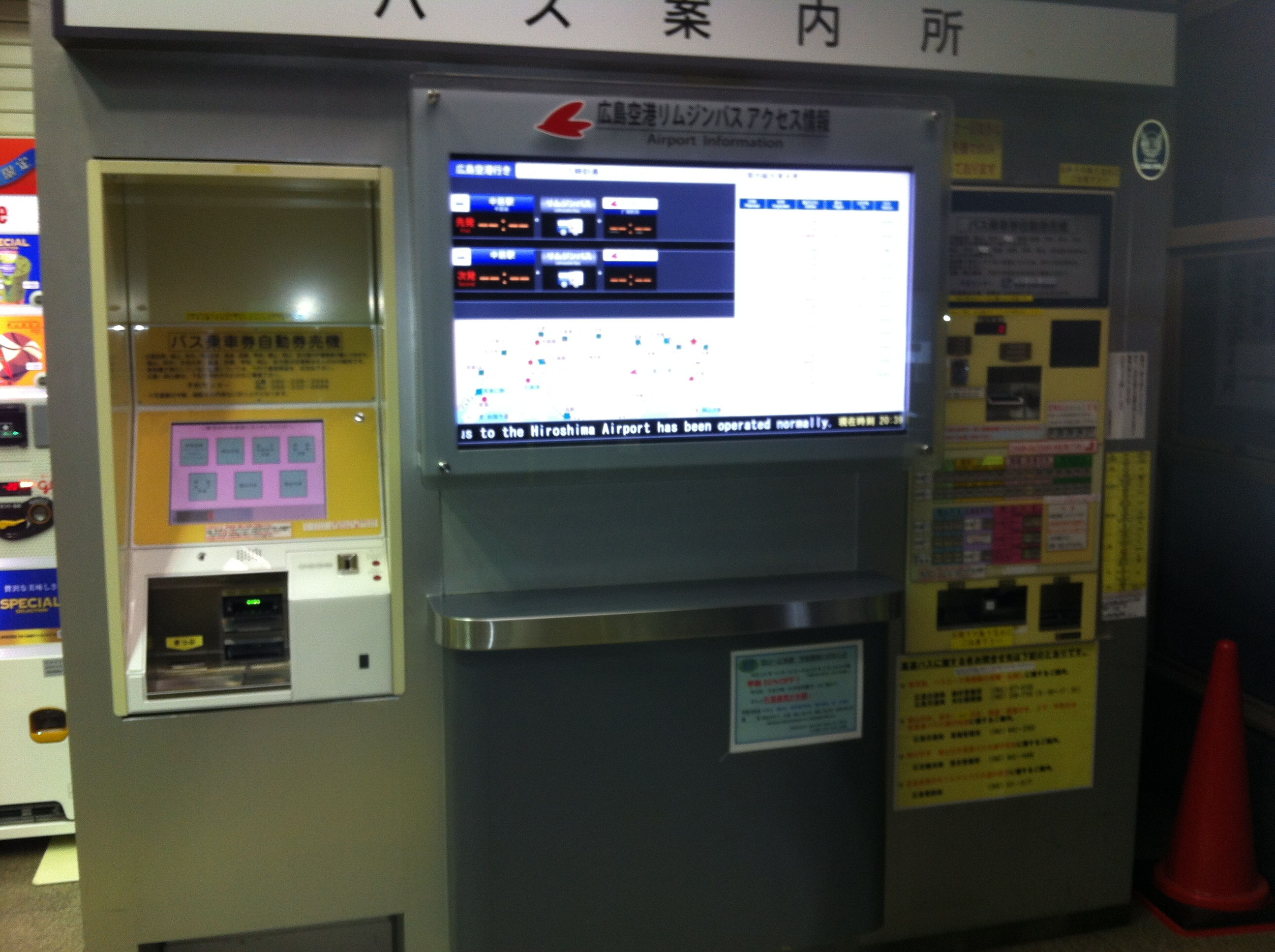
バス案内所（2013年1月）

中筋駅前のバスターミナル（中筋バスターミナル）はアストラムライン開通時に大町駅・上安駅のバスターミナルと共に広島市が都市計画事業として整備したもので、広島高速交通が2006年4月1日から指定管理者として運営管理を行っている（4年契約、2010年に契約更新）。
アストラムラインから周辺団地向けのフィーダー機能を期待して整備された が、広島ICが近接することもあって、実際にはここを経由する高速バス・空港リムジンバス専用となっており、一般路線バスの乗り入れはない。
ターミナル内にゆうちょ銀行ATM（ゆうちょ銀行広島支店広島市中筋バスターミナル内出張所）が設けられている。かつてはもみじ銀行と広島信用金庫のATMも隣接していたが、現在は撤去されている。
また、かつて有人のバス案内所が設けられていた。現在は無人化され、広島空港のフライト情報が表示されている。
高速ツアーバス時代のウィラーエクスプレスの東京 - 広島便にも「中筋駅」停留所が存在したが、バスターミナルには乗り入れず近隣の側道（にしき堂前）で受付を行っていた。
2020年（令和2年）7月1日から、安佐北区に本社を置き分譲マンション・賃貸・賃貸仲介業（ピタットハウスFC）を営む「株式会社大和興産」が命名権（ネーミングライツ）を取得し、呼称を「大和興産中筋バスターミナル」と改称した。

### のりば・おりば
祇園新道東側にバス・タクシーの乗り入れるロータリーがあり、ロータリー沿いにバス乗り場が設けられている。1番のりばが広島空港行き「エアポートリムジン」（広島電鉄・広島バス・広島交通・JRバス中国・芸陽バス）の専用乗り場で、それ以外のバスは2番のりばに停車する。いずれも広島市内方面への乗降不可（広島発の乗車・広島行きの降車のみ扱い）
| のりば | 愛称                                      | 運行会社                                       | 行先・備考                                                                  |
| ------ | ----------------------------------------- | ---------------------------------------------- | --------------------------------------------------------------------------- |
| 1      | HIJ エアポートリムジン                    | 広島電鉄 広島バス 広島交通 JRバス中国 芸陽バス | 広島空港                                                                    |
| 2      | 広島ドリーム名古屋号                      | JRバス中国 JR東海バス                          | 名古屋駅 ※ 三次経由                                                         |
| 2      | 広島エクスプレス大阪号 広島ドリーム大阪号 | JRバス中国                                     | 大阪駅                                                                      |
| 2      | 神戸エクスプレス ハーバーライナー         | 広交観光 神姫バス                              | 神姫神戸三宮BT                                                              |
| 2      | サンサンライナー                          | 広交観光 JRバス中国 両備HD                     | 岡山駅西口                                                                  |
| 2      | ローズライナー                            | 広島交通 中国バス 鞆鉄道                       | 福山駅                                                                      |
| 2      | フラワーライナー                          | 広島交通 中国バス 本四バス開発 因の島運輸      | 尾道駅・因島（土生港）                                                      |
| 2      | リードライナー                            | 広島交通 中国バス                              | 府中（目崎車庫・道の駅びんご府中）                                          |
| 2      | ピースライナー                            | 広島交通 中国バス                              | 世羅（甲山営業所・道の駅世羅） 上下駅・甲奴駅                               |
| 2      | 三次・庄原線                              | 広島電鉄 備北交通                              | 三次駅・庄原BC                                                              |
| 2      | 徳山線                                    | 防長交通                                       | 徳山駅 ※ 土日祝日の1本のみ                                                  |
| 2      | 新広益線                                  | 石見交通                                       | 2024年6月16日より全便運休 戸河内IC・美都総合支所入口 石見交通本社前・益田駅 |
| 3      | 降車専用                                  | 降車専用                                       | 降車専用                                                                    |

## 隣の駅
広島高速交通
■広島新交通1号線（アストラムライン）
西原駅 - 中筋駅 - 古市駅